# Parafia św. Maksymiliana Marii Kolbego w Rudziczce
Parafia św. Maksymiliana Marii Kolbego w Rudziczce – katolicka parafia w dekanacie suszeckim, istniejąca od 1986 roku (od 23 sierpnia tego roku jako parafia tymczasowa, a od 30 listopada jako parafia pełnoprawna).